# Sansón y Dalila (ópera)
Sansón y Dalila (título original en francés, Samson et Dalila, Op. 47) es una gran ópera en tres actos con música de Camille Saint-Saëns y libreto en francés de Ferdinand Lemaire. Se estrenó en Weimar (Alemania) el 2 de diciembre de 1877, en una versión en alemán, en el Teatro Grossherzogliches ("del Gran Duque", hoy la Staatskapelle Weimar).
La ópera se basa en el relato bíblico de Sansón y Dalila que se encuentra en el capítulo 16 del Libro de los Jueces en el Antiguo Testamento. Es la única ópera de Saint-Saëns que se representa con regularidad. La escena de amor del Acto II en la tienda de Dalila es una de las piezas típicas que definen la ópera francesa. Dos de las arias de Dalila son particularmente bien conocidas: "Printemps qui commence" y "Mon cœur s'ouvre à ta voix" ("Mi corazón se abre a tu voz", también conocida como "Suavemente se despierta mi corazón"), la segunda de las cuales es una de las piezas para recitales más populares en el repertorio para mezzosoprano/contralto.

## Historia

### Composición

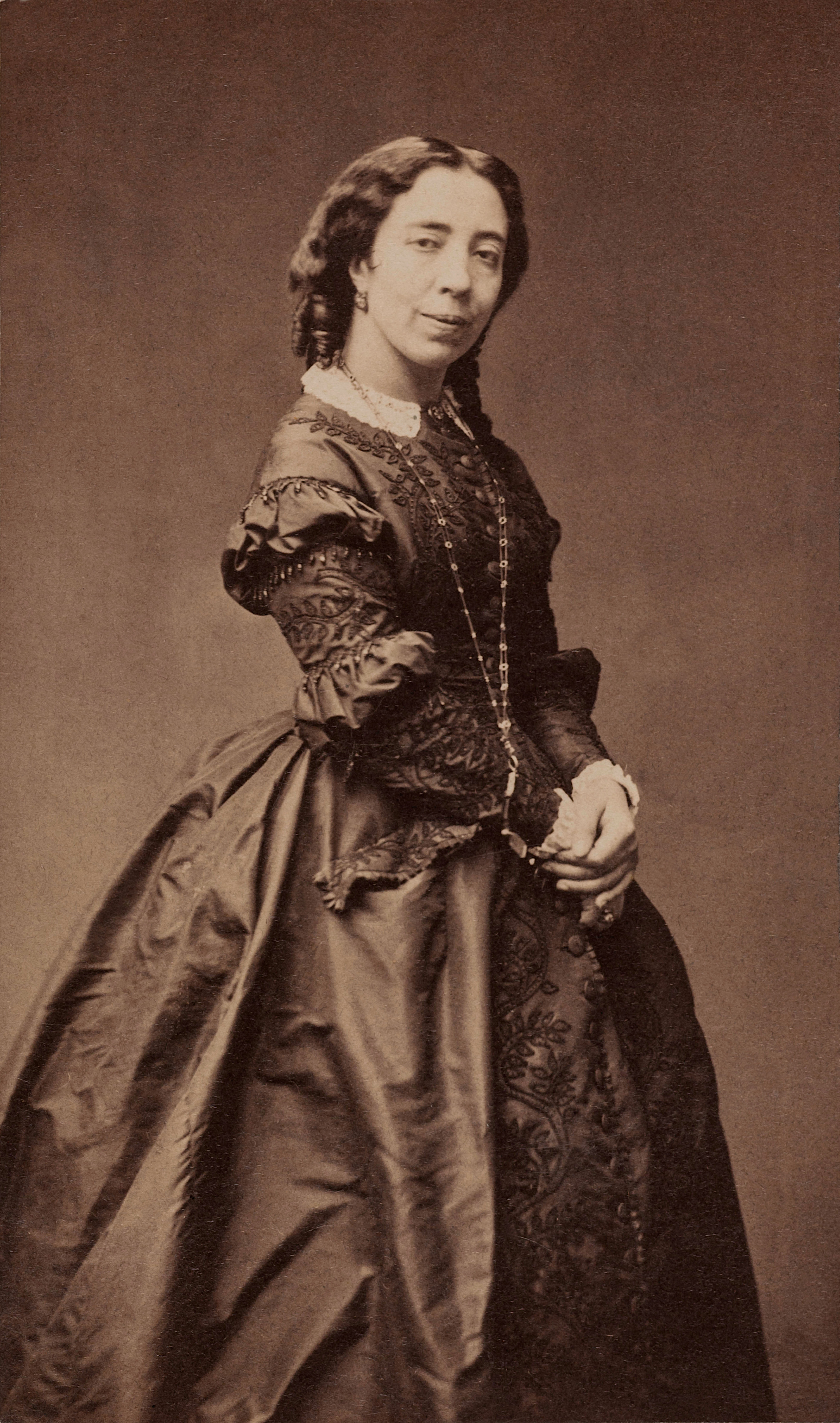
El papel de Dalila fue escrito para Pauline Viardot (1821-1910), pero la cantante era demasiado mayor para representar el papel el 2 de diciembre de 1877 en Weimar y fue confiado a Auguste von Müller.

A mediados del siglo XIX, se produjo un renacimiento del interés por la música coral por toda Francia. Saint-Saëns, un admirador de los oratorios de Händel y Mendelssohn, inició la composición de un oratorio sobre el tema de Sansón y Dalila como se sugiere en el libreto de Voltaire Samson para Rameau. El compositor empezó a trabajar en el tema en 1867, justo dos años después de terminar su primera ópera (y por entonces todavía sin estrenar), Le timbre d'argent. Pero su libretista, Ferdinand Lemaire, marido de una prima de su esposa, le convenció de su potencial teatral.
Saint-Saëns más tarde escribió: 

«Una joven pariente mía se había casado con un encantador joven que escribía además versos. Me di cuenta de que era habilidoso y que de hecho tenía un gran talento. Le pedí que trabajara conmigo en un oratorio sobre tema bíblico. “¡Un oratorio!”, dijo él. “No, ¡hagamos una ópera con ello!”, y empezó a escarbar en la Biblia mientras yo seguía delineando el plan de la obra, incluso esbozando escenas, y dejándole a él que hiciera sólo la versificación. Por alguna razón empecé la música con el Acto II, y la toqué en casa a una audiencia selecta que no comprendía nada».

Después de que Lemaire acabara el libreto, Saint-Saëns empezó activamente a componer el Acto II de la ópera, produciendo un aria para Dalila, un dúo para Sansón y Dalila, y algunas piezas musicales para el coro (algunas más adelante se pasaron al Acto I) durante 1867–1869. Desde el principio, la obra fue concebida como un gran dúo entre Sansón y Dalila con el telón de fondo de una tempestad que se aproximaba. Aunque la orquestación no estaba completa, el Acto II se presentó en una representación privada en 1870 justo antes del estallido de la Guerra franco-prusiana con Saint-Saëns tocando las partes orquestales, que en gran medida eran improvisadas, al piano. La compositora Augusta Holmès (Dalila), el pintor Henri Regnault (Sansón), y Romain Bussine (Sumo Sacerdote) interpretaron los papeles a partir de los guiones de su parte.
A pesar de los muchos precedentes, el público francés reaccionó negativamente a la pretensión de Saint-Saëns de poner un tema bíblico en escena. La alarma por parte del público hizo que abandonase seguir trabajando en la ópera durante los siguientes dos años.
En el verano de 1872, no mucho tiempo después del estreno de la segunda ópera de Saint-Saëns La princesse jaune, el compositor marchó a Weimar para ver la primera reposición de El oro del Rin de Wagner bajo la batuta de Franz Liszt, el primer director musical de la ópera y orquesta de corte de Weimar. Liszt estaba muy interesado en producir nuevas obras de compositores con talento y convenció a Saint-Saëns de que terminara Sansón y Dalila, ofreciéndose incluso a producir la obra terminada en el Teatro de ópera Gran Ducal en Weimar. Animado, Saint-Saëns empezó a componer el primer acto a finales de 1872 y trabajó en él durante los años siguientes. Escribió una gran cantidad del primer acto y lo terminó durante un viaje a Argel en 1874. Al volver a Francia en 1875, Saint-Saëns presentó el primer acto en París en el Théâtre du Châtelet en un formato similar a la representación del segundo acto en 1870. La obra fue recibida duramente por los críticos musicales y no consiguió suscitar el interés del público. Aquel mismo año la aclamada mezzosoprano Pauline Viardot, para quien Saint-Saëns había escrito el papel de Dalila, organizó e interpretó en una representación privada del acto segundo en casa de un amigo en Croissy, con el compositor al piano. Viardot era una gran admiradora de la obra y confiaba en que esta interpretación privada animaría a Halanzier, el director de la Ópera de París que había acudido, a montar toda la producción. Aunque Saint-Saëns terminó la partitura en 1876, ningún teatro de ópera en Francia mostró deseo alguno de representar Sansón y Dalila. El apoyo constante de Liszt sin embargo, llevó a que la obra se montase en Weimar en 1877.

### Representaciones

#### Estreno en Weimar

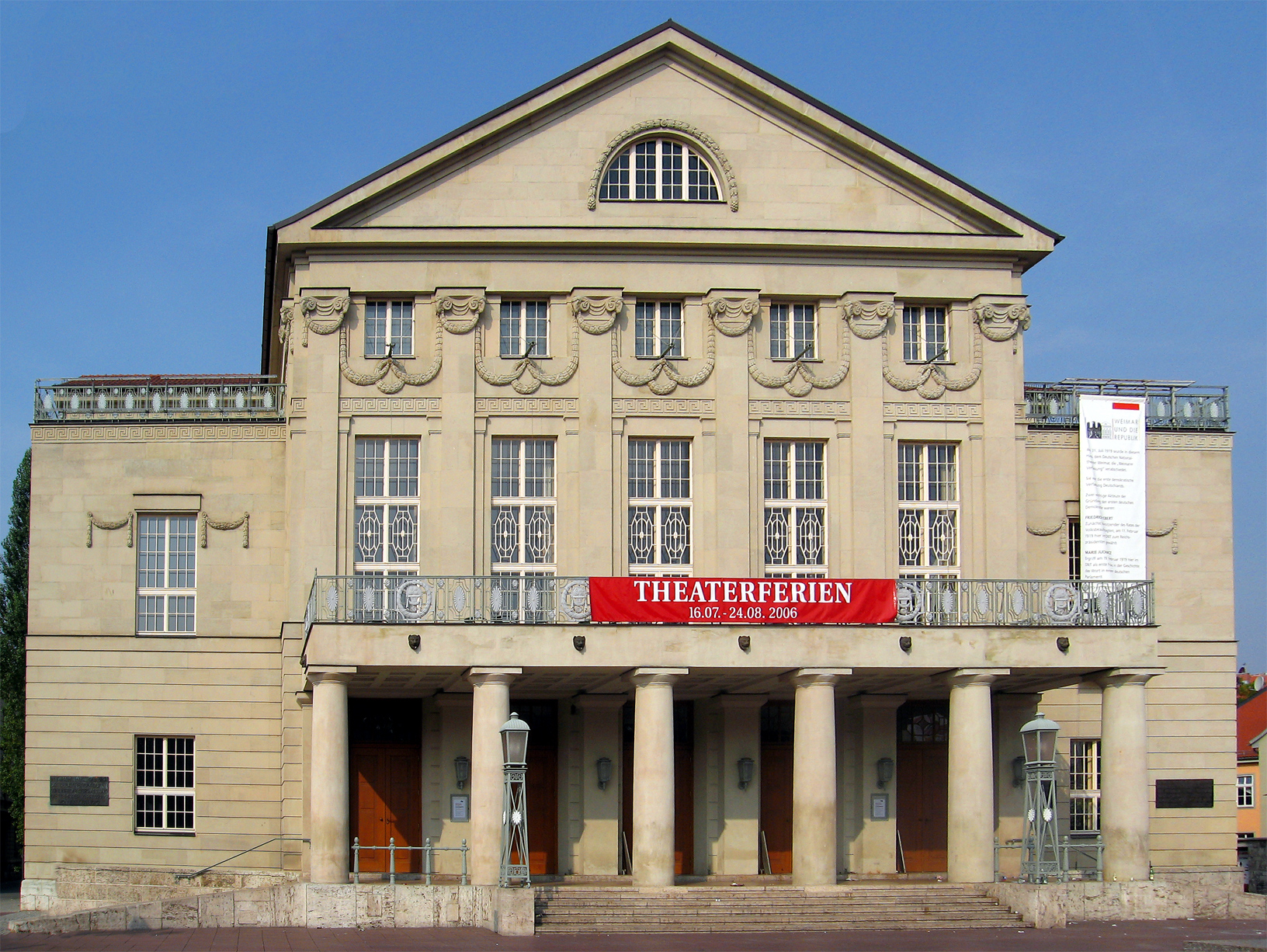
El Teatro del Gran Duque en Weimar (hoy la Staatskapelle Weimar) fue el lugar donde se estrenó completa Sansón y Dalila el 2 de diciembre de 1877.

Aunque Liszt ya no era el director musical en Weimar, aún tenía una gran influencia en la corte de Weimar. Eduard Lassen, el director que lo sucedió en Weimar, debía gran parte de su éxito a su célebre predecesor, y Liszt usó su influencia para organizar el estreno de Sansón y Dalila con Lassen en el podio durante la temporada 1877–1878. El libreto fue debidamente traducido al alemán para la producción y la primera representación de la ópera fue el 2 de diciembre de 1877 en el Teatro Grossherzogliches (Teatro del Gran Duque). Viardot era demasiado mayor para cantar Dalila, de manera que confiaron el papel a Auguste von Müller, una intérprete residente en el teatro de ópera de Weimar. Aunque fue un éxito resonante entre el público y la crítica de Weimar, la ópera no fue repuesta inmediatamente en ningún otro teatro de ópera.

#### Representaciones en elsigloXIX
En Francia la ópera tendría que vencer muchas resistencias por utilizar un tema bíblico. Después de numerosos rechazos en sus primeros años, Sansón y Dalila finalmente empezó a atraer la atención de los grandes teatros de ópera en la década de 1890. Aunque la primera reposición de Sansón y Dalila fue en Alemania en la Ópera Estatal de Hamburgo en 1882, no se escuchó en Francia hasta el 3 de marzo de 1890 (trece años después del estreno de Weimar) en el Théâtre des Arts de Ruan con Carlotta Bossi como Dalila y Jean-Alexandre Talazac como Sansón. La ópera recibió su estreno en París en el Éden-Théâtre el 31 de octubre de 1890 con Rosine Bloch como Dalila y Talazac cantando de nuevo a Sansón, esta vez con una recepción mucho más cálida por el público parisino. En los dos años siguientes, se representó en Burdeos, Ginebra, Toulouse, Nantes, Dijon, y Montpellier. La Ópera de París finalmente representó la ópera el 23 de noviembre de 1892 en una representación bajo la supervisión de Saint-Saëns dirigida por Édouard Colonne con Blanche Deschamps-Jéhin como Dalila y Edmond Vergnet como Sansón, una representación que fue alabada por los críticos y el público.
Sansón y Dalila también logró gran popularidad fuera de Francia en aquella década de 1890. Debutó con éxito en Mónaco en la Ópera de Montecarlo el 15 de marzo de 1892. Fue seguida por el estreno en Estados Unidos en el Carnegie Hall en una versión de concierto el 25 de marzo de 1892. La primera representación de la ópera en los escenarios estadounidenses tuvo lugar en el Teatro de Ópera francesa de Nueva Orleans el 4 de enero de 1893. La ópera se estrenó en Italia en el Teatro Pagliano de Florencia el 26 de marzo de 1892. En Inglaterra, la ópera se representó por vez primera el 25 de septiembre de 1893 en la Royal Opera House, Covent Garden. Aunque la compañía pretendía representar la obra en una producción plenamente escenificada, el Lord Chambelán puso objeciones a que una obra bíblica se montase y la compañía se vio obligada a presentar la obra en versión de concierto.

#### SiglosXXyXXI
Para el año 1906, Sansón y Dalila había recibido más de 200 representaciones internacionales. La ópera ha continuado siendo moderadamente popular desde entonces, y aunque no está entre las óperas más representadas, la obra ha entrado a formar parte del repertorio operístico en los principales teatros de ópera. 
La Metropolitan Opera repuso la ópera en su temporada de 1915–1916 con Margarete Matzenauer como Dalila, Enrico Caruso como Sansón y Pasquale Amato como el Sumo Sacerdote. Desde entonces la compañía ha representado producciones de la ópera al menos una vez cada década dando más de 200 representaciones de la obra. La más reciente ha sido en el año 2006 con Olga Borodina como Dalila y Jon Fredric West como Sansón. Olga Borodina ya había representado el papel en la temporada 2003-2004 de la Ópera Lírica de Chicago, con José Cura como Sansón. Y Borodina repitió el papel para la Ópera de San Francisco en 2008, con Clifton Forbis.
Sansón y Dalila tiene una presencia constante en los teatros de ópera de Europa. Para el año 1920, la Ópera de París tan solo había dado más de quinientas representaciones de la ópera. Entre las producciones más recientes están representaciones en La Scala en 2002 (Plácido Domingo y Borodina), la Royal Opera House en 2004 (Denyce Graves y José Cura), Teatro Comunal de Bolonia en 2008 (Julia Gertseva y Andrew Richards), el Teatro Nacional de Praga en 2008, la Real Ópera de Suecia en 2008 (Anna Larsson y Lars Cleveman) y la Ópera Vlaamse en 2009 (Marianna Tarasova y Torsten Kerl).
A lo largo de su historia, Sansón y Dalila ha servido de vehículo estelar para muchos cantantes. En particular, el papel de Dalila está considerado uno de los grandes roles operísticos para las mezzosopranos. Cantantes a las que se ha relacionado con este papel incluyen Ebe Stignani, Grace Bumbry, Julia Claussen, Giulietta Simionato, Fiorenza Cossotto, Rita Gorr, Denyce Graves, Louise Homer, Marilyn Horne, Yelena Obraztsova, Risë Stevens y Shirley Verrett. Destacados Sansones han sido Francesco Tamagno, Enrico Caruso, Charles Dalmorès, Paul Franz, Fernand Ansseau, Georges Thill, Guy Chauvet, Giovanni Martinelli, Mario del Mónaco, Jon Vickers, y Ramón Vinay. Aparte del ya mencionado Pasquale Amato, los barítonos del Met Giuseppe De Luca, Leonard Warren y Gabriel Bacquier también han sido bien conocidos por sus retratos del Sumo Sacerdote.

## Personajes

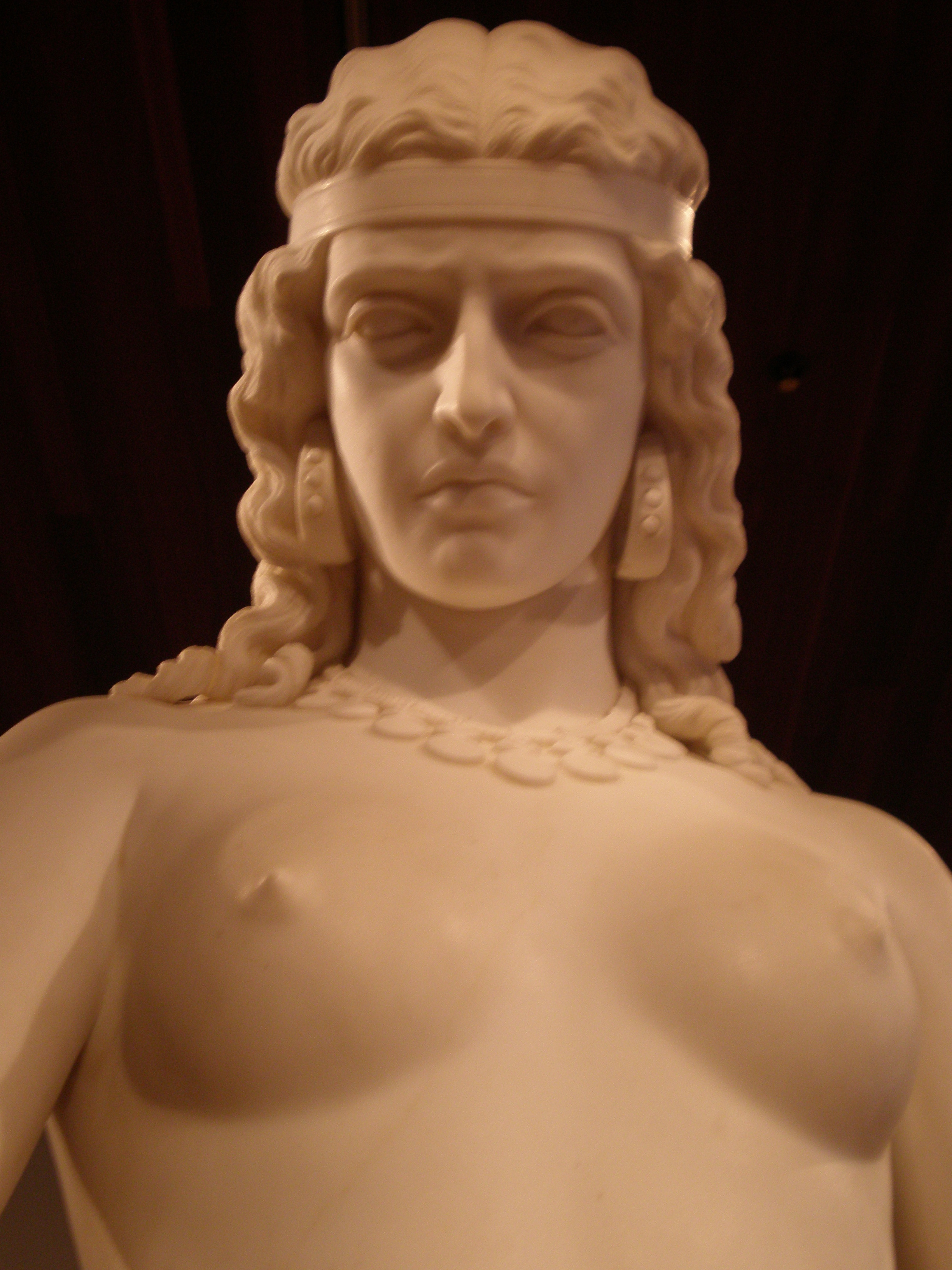
Dalila (William Wetmore Story, mármol, 1877)

| Personaje                 | Tesitura     | Elenco del estreno, 2 de diciembre de 1877 (Director: Eduard Lassen) |
| ------------------------- | ------------ | -------------------------------------------------------------------- |
| Sansón                    | tenor        | Franz Ferenczy                                                       |
| Dalila                    | mezzosoprano | Auguste von Müller                                                   |
| Sumo Sacerdote de Dagón   | barítono     | Hans von Milde                                                       |
| Abimelec, sátrapa de Gaza | bajo         | Dengler                                                              |
| Primer filisteo           | tenor        | Karl Knopp                                                           |
| Segundo filisteo          | bajo         | Felix Schmidt                                                        |
| Mensajero filisteo        | tenor        | Winiker                                                              |
| Viejo Judío               | bajo         | Adolf Hennig                                                         |
| Hebreos y filisteos       |              |                                                                      |

## Argumento
Está basado en el episodio de Sansón y Dalila del Antiguo Testamento, concretamente en los capítulos 13 al 16 del Libro de los Jueces y en el Libro de los Proverbios, Libro de los Salmos y en el Cantar de los Cantares. Narra la historia del más famoso juez de Israel, consagrado desde el vientre de su madre para ser el líder del pueblo elegido, dotado de una fuerza espiritual y física sobrehumana, capaz de destruir al ejército filisteo con el solo poder de su brazo. La fuerza tenía una condición, un "recordatorio divino" de que Sansón seguía siendo un hombre, y por tanto vulnerable al pecado y la debilidad: su fuerza radicaba en su largo cabello y si algo le ocurría, la perdería (de forma algo semejante al talón de Aquiles).
Sansón es vencido por un enemigo carente de armas y de fuerza física: una seductora filistea llamada Dalila, elegida por el sumo sacerdote del culto de Dagón para enamorar a Sansón y así poder arrancarle su secreto y derrotarle. La pasión carnal que Dalila despierta en Sansón hace que éste olvide su misión divina y, dejándose llevar por sus sentimientos e instintos, le revele su secreto como prueba de amor. Dalila, mientras Sansón duerme, le corta el pelo y lo entrega a los soldados filisteos, que le arrancan los ojos, y le encadenan como esclavo a una noria para ser vejado y humillado por el idólatra pueblo filisteo.
Sansón, derrotado y traicionado, se lamenta, implorando perdón y recibiendo las recriminaciones de su pueblo. En una ceremonia en honor a Dagón, falso dios filisteo, en la que Sansón iba a ser el "invitado de honor" para demostrarle que Dagón era un verdadero dios, no como el Dios de Israel, implora al Señor por su fuerza sobrenatural, para poder ofrecer en sacrificio su vida y la de los paganos filisteos que osan blasfemar su Santo Nombre.
Conducido por su lazarillo al templo, Sansón exclama su última alabanza al cielo y derriba las columnas, desplomándose el templo y sepultándose en vida con los filisteos, incluida la maliciosa Dalila.
|                     | Lugar                                               | Antiguo Israel. |
|                     | Época                                               | circa 1150 a. C., en tiempos bíblicos |
| Acto I              | La entrada al Templo de Dagón en la ciudad de Gaza. | |
| Acto II             | La vivienda de Dalila en el Valle de Sorek.         | Dalila seduce a Sansón mostrándose como una mujer sensible y afligida por las barreras étnicas y religiosas que impiden su felicidad. Destaca la maravillosa aria-dúo de Dalila ("Mon coeur s'ouvre à ta voix"), verdadero momento culmen de la obra, la seducción de Dalila y la flaqueza de Sansón.               |
| Acto III. Escena I  | Una prisión en Gaza.                                | Sansón, ciego y esclavizado mientras hace girar la noria, eleva su famoso lamento al cielo ("O ma misere") y recibe los reproches de su pueblo. |
| Interludio musical  |                                                     | |
| Acto III. Escena II | Interior del templo de Dagón.                       | Como preparación a la ceremonia pagana, se ejecuta la famosa "Bachanale", extracto musical danzado de gran calidad, donde se muestra toda la bajeza moral de los infieles. Termina la ópera con una última invocación divina de Sansón atado a las columnas del templo, y la posterior inmolación del héroe hebreo. |

## Análisis musical
La ópera de Saint-Saëns tiene un marcado formato musical de oratorio, especialmente en el primero de sus tres actos, donde se destaca la vibrante arenga de Sansón (tenor dramático) a su pueblo para sublevarse contra la opresión filistea. El primer y último acto son algo rígidos, salvo por la Bacchanale del tercer acto, de tintes marcadamente exóticos, lo que la convierte en uno de los fragmentos más célebres de la partitura. El segundo acto, la seducción de Sansón por parte de Dalila, posee una gran inspiración. Dos arias de Dalila son particularmente conocidas: Mon coeur s'ouvre à ta voix y Printemps qui commence, de las cuales la primera se suele interpretar en recitales.

## Discografía selecta
| Año  | Elenco: Sansón, Dalila, Sumo Sacerdote de Dagón, Abimelec)            | Director, Teatro de ópera y orquesta | Sello discográfico                      |
| ---- | --------------------------------------------------------------------- | --- | --------------------------------------- |
| 1936 | René Maison, Gertrud Pålson-Wettergren, Ezio Pinza, John Gurney       | Maurice Abravanel, Orquesta y coro de la Metropolitan Opera (Grabación en vivo para la radio de 26 de diciembre de 1936 que posteriormente se ha lanzado en CD.) | CD: Guild Cat: 2273                     |
| 1941 | René Maison, Risë Stevens, Leonard Warren, Norman Cordon              | Wilfrid Pelletier, Orquesta y coro de la Metropolitan Opera (Grabación en vivo para la radio de 13 de diciembre de 1941 que posteriormente se ha lanzado en CD.) | CD: Omega Opera Archive                 |
| 1946 | José Luccioni, Hélène Bouvier, Paul Cabanel, Charles Cambon           | Louis Fourestier, Orquesta y coro de la Ópera de París (La primera grabación de estudio y la primera de la ópera lanzada comercialmente.)                        | CD: Naxos Cat: 8.110063-64              |
| 1948 | José Luccioni, Susanne Lefort, Pierre Nougaro, Ernest Mestrallet      | Eugène Bigot, Orquesta y coro del Gran Teatro de Ginebra | CD: Malibran Music Cat: MR502           |
| 1948 | Lorenz Fehenberger, Res Fischer, Fred Destal, Max Eibel               | Hans Altman, Coro y Orquesta Sinfónica de la Radio de Baviera | CD: Walhall Cat: WLCD 0040              |
| 1949 | Ramón Vinay, Risë Stevens, Robert Merrill, Osie Hawkins               | Emil Cooper, Orquesta y coro de la Metropolitan Opera (Grabación en vivo para la radio de 26de noviembre de 1949 que posteriormente se ha lanzado en CD.)        | CD: Omega Opera Archive                 |
| 1953 | Ramón Vinay, Risë Stevens, Sigurd Björling, Norman Scott              | Fausto Cleva, Orquesta y coro de la Metropolitan Opera (Grabación en vivo para la radio de 14 de marzo de 1953 que posteriormente se ha lanzado en CD.)          | CD: Omega Opera Archive                 |
| 1954 | Jan Peerce, Risë Stevens, Robert Merrill                              | Robert Shaw, Orquesta Sinfónica de la NBC y la Coral Robert Shaw                                                                                                 | CD: RCA Victor Cat: LM 1848             |
| 1955 | Ramón Vinay, Ebe Stignani, Antonio Manca-Serra, Giovanni Amodeo       | Fritz Rieger, Orquesta y coro del Teatro de San Carlos | CD: Bongiovanni CAT: HOCO 31            |
| 1956 | Set Svanholm, Blanche Thebom, Sigurd Björling                         | Herbert Sandberg, Orquesta y Coro de la Real Ópera de Suecia | CD: Caprice CAT: CAP 22054              |
| 1958 | Mario Del Monaco, Rise Stevens,                                       | Fausto Cleva Orquesta y Coro del Metropolitan Opera | CD: Myto- Naxos                         |
| 1959 | Mario Del Monaco, Jean Madeira,                                       | Francesco Molinari-Pradelli Orquesta y Coro del Teatro San Carlo Di Napoli.                                                                                      |                                         |
| 1963 | Jon Vickers, Rita Gorr, Ernest Blanc, Anton Diakov                    | Georges Prêtre, Orquesta del Teatro Nacional de la Ópera de París                                                                                                | CD: EMI Classics                        |
| 1964 | Jon Vickers, Oralia Domínguez, Ernest Blanc, Henk Driessen            | Jean Fournet, Orquesta Sinfónica de la Radio de los Países Bajos                                                                                                 | CD: Opera D'oro                         |
| 1970 | Richard Cassily, Shirley Verrett, Robert Massard, Giovanni Foiani     | Georges Prêtre, Orquesta del Teatro de La Scala | CD: Opera D'oro                         |
| 1982 | Jon Vickers, Shirley Verrett, Jonathan Summers, John Tomlinson        | Colin Davis, Orquesta y coro de la Royal Opera House | DVD: Kultur Video Cat: 032031 00109 1   |
| 1989 | José Carreras, Agnes Baltsa, Jonathan Summers, Simon Estes            | Colin Davis, Coro y Orquesta Sinfónica de la Radio de Baviera | CD: Philips                             |
| 1991 | Plácido Domingo, Waltraud Meier, Alain Fondary, Jean-Philippe Courtis | Myung-whun Chung, Orquesta y coro de la Ópera de la Bastilla | CD: EMI Classics Cat: 54470-2           |
| 1998 | Plácido Domingo, Olga Borodina, Sergei Leiferkus, Richard Paul Fink   | James Levine, Orquesta y coro de la Metropolitan Opera | DVD: DG Cat: 00440 073 0599             |
| 2007 | Clifton Forbis, Denyce Graves, Greer Grimsley, Philip Skinner         | Karen Keltner, Coro y Orquesta Sinfónica de San Diego | CD: Premiere Opera Ltd Cat: CDNO 2793-2 |

- Nota: "Cat:" es la abreviatura de número de catálogo de la discográfica cuando está disponible.